# Communauté de communes Sud 04
La Communauté de communes Sud 04 est une ancienne communauté de communes française, située dans le département des Alpes-de-Haute-Provence.

## Composition
La communauté de communes contenait les communes de Corbières, Pierrevert et Sainte-Tulle.

## Les anciens présidents de la communauté de communes
| Période | Période | Identité              | Étiquette | Qualité                                            |
| ------- | ------- | --------------------- | --------- | -------------------------------------------------- |
| 2002    | 2009    | Yannick Philipponneau | PCF       | Ancien maire de Sainte-Tulle et conseiller général |
| 2009    | 2013    | Dominique Hermitte    | DVG       | Conseillère Municipal à Pierrevert                 |

## Historique
- Le 27 novembre 2002, la communauté de communes Sud 04 fut créé et était composée de 3 communes (Corbières, Pierrevert et Sainte-Tulle).
- Le 1er janvier 2013, la communauté de communes fusionnera avec la Communauté de communes Intercommunalité du Luberon Oriental et la Communauté de communes Luberon Durance Verdon pour créer la Communauté d'agglomération Durance Luberon Verdon.